# Conopodium pyrenaeum
Conopodium pyrenaeum es una especie de hierba perteneciente a la familia de las umbelíferas.

## Descripción
Es una hierba perenne, con tubérculo de 0,7-1,5 cm de diámetro, globoso o subgloboso. Tallos de (4)15-50(65) cm, de ordinario rectos, simples –pocas veces con 1-2(3) ramas–, glabrescentes o esparcidamente pelosos –pelos patentes de c. 1 mm, más abundantes en la base del eje principal y en zonas próximas a las vainas caulinares–. Hojas basales largamente pecioladas, 2-3 pinnatisectas, glabras, secas en la antesis, con divisiones de último orden pinnatipartidas –enteras hacia el ápice–; hojas medias de contorno triangular, pecioladas o subsésiles, 1-2 pinnatisectas, con segmentos indivisos, pinnatífidos o pinnatipartidos, lineares, linear-lanceolados, ovalados u oblongos, glabrescentes o, más comúnmente, escábridos, con vainas de (0,5)1-3(4) cm, con margen escarioso ± ancho, ciliado, con indumento denso de pelos más largos en las zonas de unión con el pecíolo y con el tallo; hojas superiores similares a las medias pero de menor tamaño, sentadas, con vainas de 0,5-1,5(2) cm, de margen escarioso, ciliadas, a veces esparcidamente pelosas en la superficie. Las inflorescencias en umbelas de  flores hermafroditas de (2,5)3-6(8) cm de anchura, con (5)7-10(14) radios de 1,5- 3(3,5) cm, subiguales, glabros; pedúnculos 2,5-7(10) cm, glabros o dispersamente pelosos en la parte inferior. Brácteas y bractéolas nulas. Umbélulas con (10)14-18(20) radios de 1-5 mm, subiguales. Pétalos 1,5-1,8 mm, los externos de las flores exteriores de las umbélulas ligeramente mayores, emarginados, blancos, a veces con nervio medio castaño, poco marcado. Estilopodio 0,2- 0,5 mm, cónico, con un pequeño anillo que lo separa del mericarpo; estilos 0,2-0,4 mm –0,5-1,1(1,4) mm en la fructificación, engrosados en la base, erecto- patentes–. Frutos (2)2,5-5,5 mm, ovoides u oblongo-ovoides, campilospermos; mericarpos con cara comisural de 0,9-1,2 mm de anchura y 0,7-0,9 mm de grosor, con costillas primarias poco prominentes; vitas 3 en cada valécula y 4 en la cara comisural; carpóforo bífido en el tercio superior, generalmente glabro. Tiene un número de cromosomas de n = 11.

## Distribución y hábitat
Se encuentra en el sotobosque de melojares, hayedos y pinares principalmente, aunque también aparece en prados y claros de bosque, o pedregales, tanto en suelos calizos como silíceos; a una altitud de 30-2100(2200) metros en la Península Ibérica y Pirineos occidentales franceses. Disperso por buena parte de la mitad Norte de la península ibérica, penetrando también en las sierras del sudeste.

## Taxonomía
Conopodium pyrenaeum fue descrita por (Loisel.) Miégev. y publicado en Bulletin de la Société Botanique de France 21(xxxii):. 1874.

### Etimología
- Conopodium:epíteto latino.
- Pyrenaeum: epíteto geográfico que designa a los pirineos.

### Sinonimia
- Conopodium bourgaei Coss.
- Conopodium bourgaei var. pumilum Boiss. ex Lange
- Conopodium bunioides var. nevadense Maire
- Conopodium denudatum var. vaginatum Rouy & E.G.Camus
- Conopodium majus subsp. mutabile (Miégev.) P.Fourn.
- Conopodium majus subsp. richteri (Rouy) P.Fourn.
- Conopodium mutabile Miégev.
- Conopodium pumilum Nyman
- Conopodium pyrenaeum subsp. pumilum (Boiss. ex Lange) Rivas Mart.
- Conopodium richteri]] Rouy
- Conopodium subcarneum Bourg.
- Heterotaenia bourgaei Coss.[3]

## Nombre común
Castellano: alforxón, chufera, coca, cucos, macucones, matacano, paraguas, patacana, terreños.